# Marianne Noack
Pour les articles homonymes, voir Noack.
Marianne Noack est une gymnaste artistique est-allemande, née le 5 octobre 1951 à Rostock.

## Biographie
Marianne Noack est médaillée de bronze du concours général par équipe aux Jeux olympiques d'été de 1968 à Mexico, avec ses coéquipières Erika Zuchold, Karin Janz, Maritta Bauerschmidt, Ute Starke et Magdalena Schmidt. Elle est vice-championne du monde par équipe en 1971.